# Hanabusa Itchō

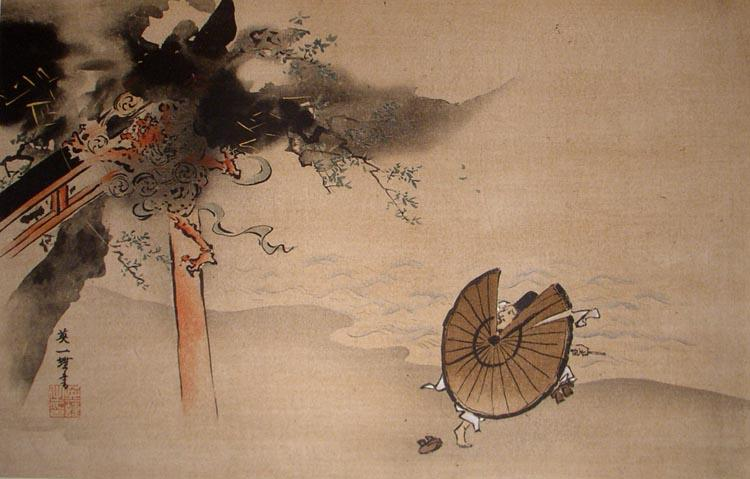
Hanabusa Itcho : La chute du dieu du tonnerre

 (août 2024).
Hanabusa Itchō (英 一蝶, 1652 - 7 février 1724) est un peintre japonais, ainsi qu'un calligraphe et un poète de haiku. On le connaît aussi sous le nom de Hichikawa Waō, ainsi que sous un certain nombre d'autres noms. 

## Formation et carrière
Né à Osaka, fils d'un médecin, il avait pour nom d'origine Taga Shinkō. 
Il se forma tout d'abord au style de l'école Kanō, sous la direction de Kanō Yasunobu, mais rejeta finalement cette formation pour devenir un peintre lettré (bunjin). Après avoir abandonné l'école Kanō, il créa son propre style, qui se fera connaître sous le nom d'école Hanabusa. 
Il fut exilé en 1698 pour avoir parodié dans une peinture l'une des concubines du shogun, et dut séjourner sur l’Île de Miyakejima, où il resta jusqu'en 1710. Cette année-là, à Edo, l'artiste va prendre officiellement le nom de Hanabusa Itcho.

## Style
La plupart de ses peintures dépeignent des scènes de vie typiques de Edo, et étaient approchées du point de vue d'un peintre literati. 
On a dit de son style, à mi-chemin entre l'école Kanō et l'ukiyo-e, qu'il était « plus poétique et moins formaliste que celui de l'école Kanō », et typique de « l'esprit bourgeois de l'ère Genroku ».
Dans ses dessins, et dans certaines peintures, il fait montre d'un esprit enjoué, malicieux, très caractéristique par la façon vivante et enlevée dont ses personnages sont mis en scène.
Son style est alors étonnamment proche d'une caricature moderne. Le dessin représenté ci-contre en donne un bon exemple, avec la morgue du samouraï, imitée de façon comique par la servante, le tout brossé d'un trait nerveux et plein de verve.

## Poésie et calligraphie
Hanabusa étudia la poésie sous la direction du maître Matsuo Bashō, et l'on dit que ce fut également un excellent calligraphe. 